# De udvalgte (dokumentarfilm)
 For alternative betydninger, se De udvalgte. (Se også artikler, som begynder med De udvalgte)
De udvalgte er en dansk dokumentarfilm fra 2013 instrueret af Katrine Philp.

## Handling
Filmen følger en gruppe burmesiske flygtninge, der opholder sig illegalt i Kuala Lumpur og hvis eneste virkelige fremtidshåb er et nyt liv i Europa. Filmen giver et unikt indblik i flygtningenes baggrund og virkelighed. Den følger dem gennem de altafgørende interviews og undersøgelser hos Udlændingestyrelsens delegation. Afskeden med alt, hvad de hidtil har kendt og vejen ind i et nyt liv på dansk jord. Filmen følger deres drømme og ønsker for ankomsten til Danmark. Deres angst for at blive afvist, frygten for fremtiden, ønsket om at være tryg og mest af alt - at deres børn kan være trygge.